# Thorigny-sur-Marne
Thorigny-sur-Marne és un municipi francès, situat al departament de Sena i Marne i a la regió de Illa de França. L'any 2007 tenia 9.386 habitants.
Forma part del cantó de Lagny-sur-Marne, del districte de Torcy i de la Comunitat d'aglomeració Marne i Gondoire.

## Demografia

### Població
El 2007 la població de fet de Thorigny-sur-Marne era de 9.386 persones. Hi havia 3.675 famílies, de les quals 1.017 eren unipersonals (411 homes vivint sols i 606 dones vivint soles), 931 parelles sense fills, 1.380 parelles amb fills i 347 famílies monoparentals amb fills.
La població ha evolucionat segons el següent gràfic:
Habitants censats

### Habitatges
El 2007 hi havia 3.994 habitatges, 3.763 eren l'habitatge principal de la família, 48 eren segones residències i 183 estaven desocupats. 2.124 eren cases i 1.853 eren apartaments. Dels 3.763 habitatges principals, 2.328 estaven ocupats pels seus propietaris, 1.363 estaven llogats i ocupats pels llogaters i 72 estaven cedits a títol gratuït; 241 tenien una cambra, 429 en tenien dues, 928 en tenien tres, 796 en tenien quatre i 1.370 en tenien cinc o més. 2.625 habitatges disposaven pel capbaix d'una plaça de pàrquing. A 1.882 habitatges hi havia un automòbil i a 1.273 n'hi havia dos o més.

### Piràmide de població
La piràmide de població per edats i sexe el 2009 era:
| Homes | Edats   | Dones |
| ----- | ------- | ----- |
| 0     | 95 o +  | 5     |
| 8     | 90 a 94 | 35    |
| 38    | 85 a 89 | 79    |
| 40    | 80 a 84 | 49    |
| 91    | 75 a 79 | 137   |
| 88    | 70 a 74 | 143   |
| 128   | 65 a 69 | 170   |
| 176   | 60 a 64 | 163   |
| 240   | 55 a 59 | 198   |
| 329   | 50 a 54 | 336   |
| 362   | 45 a 49 | 375   |
| 345   | 40 a 44 | 400   |
| 417   | 35 a 39 | 376   |
| 281   | 30 a 34 | 334   |
| 360   | 25 a 29 | 318   |
| 346   | 20 a 24 | 323   |
| 286   | 15 a 19 | 295   |
| 358   | 10 a 14 | 306   |
| 287   | 5 a 9   | 311   |
| 212   | 0 a 4   | 248   |

## Economia
El 2007 la població en edat de treballar era de 6.455 persones, 4.950 eren actives i 1.505 eren inactives. De les 4.950 persones actives 4.566 estaven ocupades (2.328 homes i 2.238 dones) i 384 estaven aturades (184 homes i 200 dones). De les 1.505 persones inactives 439 estaven jubilades, 668 estaven estudiant i 398 estaven classificades com a «altres inactius».

### Ingressos
El 2009 a Thorigny-sur-Marne hi havia 3.765 unitats fiscals que integraven 9.625,5 persones, la mediana anual d'ingressos fiscals per persona era de 22.451 €.

### Activitats econòmiques
Dels 351 establiments que hi havia el 2007, 4 eren d'empreses alimentàries, 5 d'empreses de fabricació de material elèctric, 19 d'empreses de fabricació d'altres productes industrials, 60 d'empreses de construcció, 65 d'empreses de comerç i reparació d'automòbils, 19 d'empreses de transport, 20 d'empreses d'hostatgeria i restauració, 7 d'empreses d'informació i comunicació, 11 d'empreses financeres, 18 d'empreses immobiliàries, 50 d'empreses de serveis, 47 d'entitats de l'administració pública i 26 d'empreses classificades com a «altres activitats de serveis».
Dels 96 establiments de servei als particulars que hi havia el 2009, 1 era una oficina de correu, 4 oficines bancàries, 6 tallers de reparació d'automòbils i de material agrícola, 1 establiment de lloguer de cotxes, 1 autoescola, 10 paletes, 10 guixaires pintors, 3 fusteries, 10 lampisteries, 9 electricistes, 6 empreses de construcció, 9 perruqueries, 2 veterinaris, 1 agència de treball temporal, 14 restaurants, 3 agències immobiliàries, 2 tintoreries i 4 salons de bellesa.
Dels 17 establiments comercials que hi havia el 2009, 2 eren supermercats, 1 una gran superfície de material de bricolatge, 3 botiges de menys de 120 m², 3 fleques, 2 carnisseries, 2 llibreries, 1 una botiga de roba, 1 una sabateria i 2 floristeries.

## Equipaments sanitaris i escolars
El 2009 hi havia 2 hospitals de tractaments de mitja durada (seguiment i rehabilitació) i 3 farmàcies.
El 2009 hi havia 3 escoles maternals i 3 escoles elementals. A Thorigny-sur-Marne hi havia 1 col·legi d'educació secundària i 1 liceu tecnològic. Als col·legis d'educació secundària hi havia 672 alumnes i als liceus tecnològics 617.

## Poblacions més properes
El següent diagrama mostra les poblacions més properes.